# Ханукия

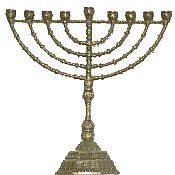
Ханукия

Ханукия́ (хануккия́, хану́ккия, от ивр. חֲנֻכִּיָּה‎), также менорат Ханука (מְנוֹרַת חֲנֻכָּה‎ — «ханукальный светильник») — светильник, который зажигают в течение восьми дней Хануки.

## Значение
Зажигание ханукии — главный обряд праздника, который символизирует духовную стойкость и победу святости над нечистотой, света над окружающей тьмой. Восемь её светильников, в которые когда-то наливали масло, а сейчас, как правило, вставляют свечи, символизируют чудо, которое произошло во времена восстания и победы Маккавеев над греками. По преданию, единственного кувшина с освящённым маслом, найденного в осквернённом Храме, хватило на восемь дней горения меноры. Девятый светильник шамаш (שמש‎), на русском языке называемый «служкой» или «помощником», предназначен для зажигания остальных свечей.

## Происхождение

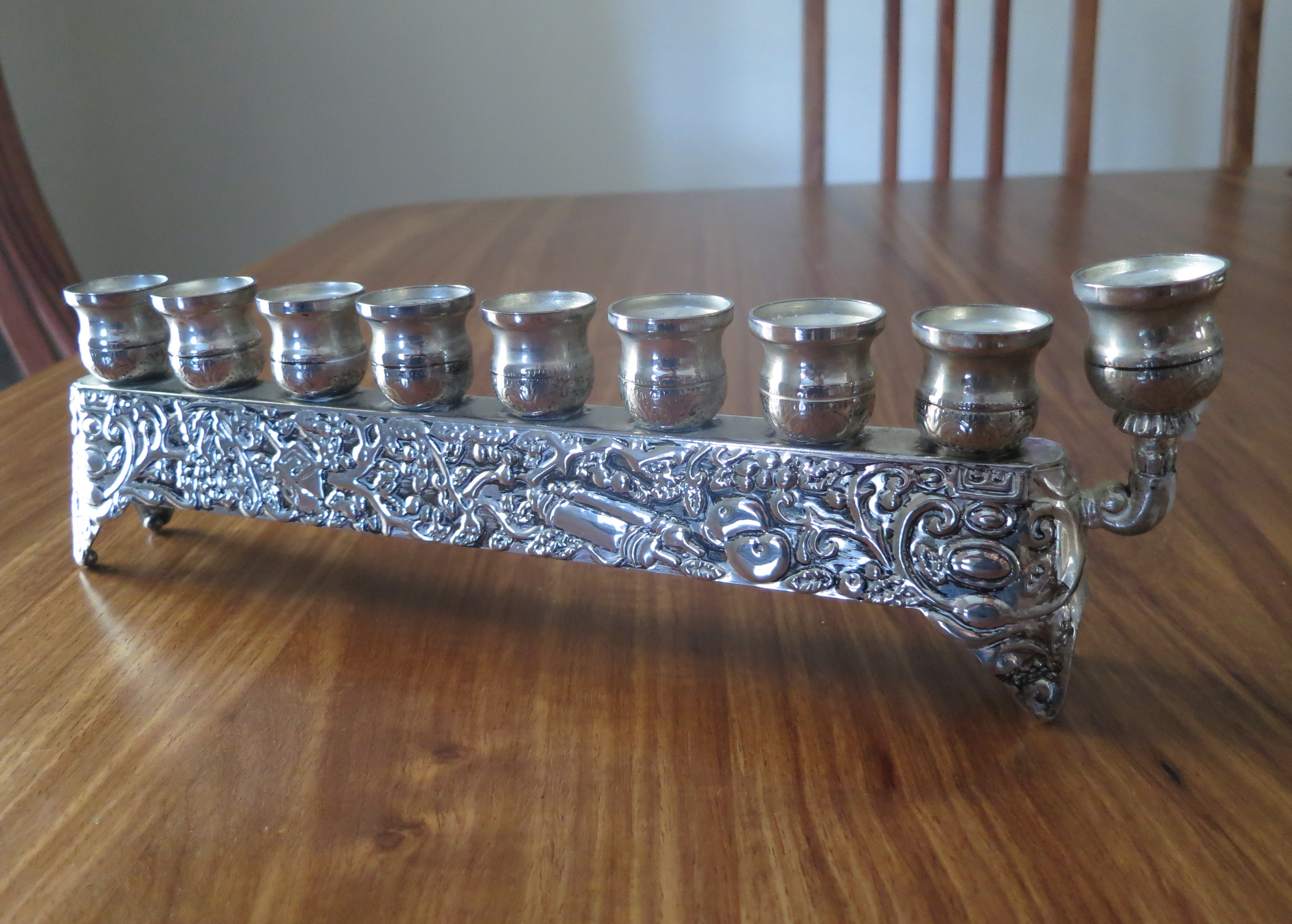
Македонская ханукия

В древности было принято вывешивать светильники-ханукии с левой стороны от входной двери напротив мезузы. Тем самым евреи открыто напоминали всему миру о ханукальном чуде, однако впоследствии, когда использование символов подобного рода стали преследовать, было постановлено зажигать ханукию внутри дома.

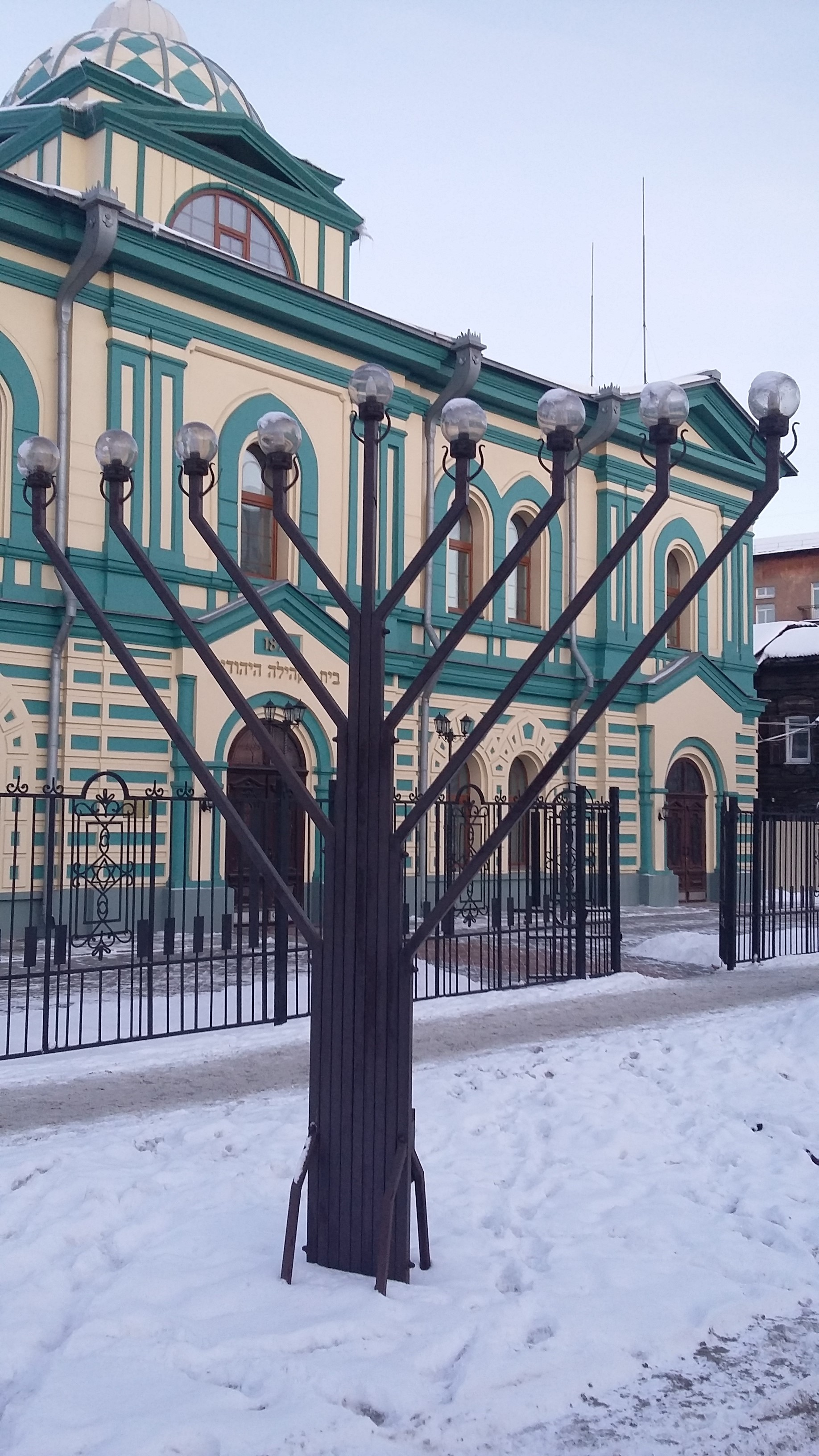
Уличный фонарь в форме ханукии рядом с синагогой (на заднем плане). Иркутск, Россия

Изначально ханукальный светильник отличался своей формой от меноры и представлял собой ряд масляных светильников или подсвечников с задней пластиной, которая позволяла вешать его на стену. Специальные ханукальные подсвечники начали изготовлять лишь начиная с X века. В принципе допускается любая форма ханукии, главное чтобы при этом восемь светильников находились на одном уровне, а их свет не сливался в одно пламя.
Ханукальные светильники делали из самых разных материалов (камня, глины, мрамора, латуни, меди, бронзы, олова, фарфора, железа). Состоятельные люди делали себе ханукийот из серебра и золота. Иногда на ханукийот помещают изображения, символизирующие различные аспекты праздника: лев Иудеи — символ еврейского народа и Иуды Маккавея; Иудит (Юдифь), чья история напоминает ханукальную историю; хамса — для защиты от злых сил; орёл, олень и другие животные, иерусалимский Храм, а также библейские, классические и декоративные мотивы.
Впоследствии, в синагогах появился обычай зажигать на Хануку копии храмовых светильников. Считалось[кем?], что это делается в пользу бедных и пришельцев, которые не имели возможность зажигать ханукию. В результате, многие ханукальные светильники в еврейских домах также приобрели форму меноры с двумя дополнительными подсвечниками.
Ханукия является одним из «отличительных символов» евреев. Так, есть рассказ о том, как жили себе люди в одном обычном районе. Кипу не носили, на дверях мезузы не вешали, в общем ничем не отличались от других. Приближался праздник Хануки. И вот в одном из таких домов решили зажечь Ханукию. Но вот незадача, её нужно поставить на видном месте. Начался спор, куда её ставить. Отец утверждал, что он где-то читал, что можно поставить Ханукию и на стул (так чтобы она была и на видном месте, но вместе с тем с улицы её не было видно), мать же упорно не соглашалась, настаивая на том, что она должна непременно висеть с левой стороны от входной двери. После долгих споров было решено повесить её на дверь. Каково же было удивление, когда вдруг в доме напротив они увидели точно такой же светильник. А затем ещё и ещё, и вот уже вся округа сияет.